# Tatari, Plevna
Tatari (în bulgară Татари) este un sat în comuna Belene, regiunea Plevna,  Bulgaria. 

## Demografie
Componența etnică a satului Tatari
     Turci (1,06%)
     Bulgari (98,93%)
     Nicio identificare (0%)
     Altele (0%)
La recensământul din 2011, populația satului Tatari era de 377 locuitori. Din punct de vedere etnic, majoritatea locuitorilor (98,93%) erau bulgari, cu o minoritate de turci (1,06%). Pentru 0% din locuitori nu este cunoscută apartenența etnică.